# Розвади (Мазовецьке воєводство)
Розвади (пол. Rozwady) — село в Польщі, у гміні Гельнюв Пшисуського повіту Мазовецького воєводства.
Населення — 486 осіб (2011).
У 1975—1998 роках село належало до Радомського воєводства.

## Демографія
Демографічна структура станом на 31 березня 2011 року:
|          | Загалом | Допрацездатний вік | Працездатний вік | Постпрацездатний вік |
| -------- | ------- | ------------------ | ---------------- | -------------------- |
| Чоловіки | 238     | 55                 | 155              | 28                   |
| Жінки    | 248     | 55                 | 129              | 64                   |
| Разом    | 486     | 110                | 284              | 92                   |